# Annabelle Stuart
Annabelle d'Écosse (1436-1509) est la plus jeune fille du roi Jacques Ier d'Écosse et de Jeanne Beaufort.

## Jeunesse
Annabelle est probablement nommée d'après la mère de son père, Annabella Drummond. Elle est la plus jeune des six filles et des deux fils de Jacques Ier et de Jeanne Beaufort. Ses sœurs sont Marguerite, dauphine de France, Isabelle, duchesse de Bretagne, Éléonore, archiduchesse d'Autriche, Marie, comtesse de Buchan et Jeanne, comtesse de Morton, et ses frères sont Jacques II d'Écosse et son jumeau Alexandre, mort en bas âge.

## Fiançailles
Annabelle est fiancée par contrat de mariage, par la légation du duc de Savoie à Stirling, en décembre 1444 à Louis de Savoie, comte de Genève, fils de Louis Ier de Savoie d'Anne de Lusignan. Les deux enfants sont âgés de huit ans. La princesse se rend en Savoie l'année suivante.
Le convoi de la princesse, accompagné des ambassadeurs du duc, arrive en Savoie en septembre 1445, après un périple mouvementé de 86 jours. De nombreuses dépenses ont été engagées pour son accueil, malgré le fait qu'elle ne soit ni l'héritière du royaume d'Écosse, ni la future duchesse de Savoie.
Le mariage n'est cependant pas célébré. Le roi de France, Charles VII, n'est pas favorable à cette alliance et engage plusieurs ambassades pour l'empêcher. Les promesses sont ainsi rompues lors de négociations à Gannat en 1458, en présence du roi de France et des représentants du duc de Savoie et du roi d'Écosse. Le duc doit alors payer 25 000 écus d'or de dommages-intérêts à la famille de la jeune fille.

## Deuxième mariage
Annabelle retourne en Écosse et épouse George Gordon, 2e comte de Huntly en 1459 ou 1460. Nonobstant cette alliance, son père malade la poursuivit en justice, et elle est légalement divorcée de son deuxième mari par une sentence prononcée en 1471 pour cause de sa consanguinité aux troisième et quatrième degrés avec la première épouse du comte, Elizabeth Dunbar, 8e comtesse de Murray.

## Descendance
Annabelle et George Gordon, comte de Huntly, ont eu deux enfants : 
- Lady Isabella Gordon (décédée en 1485), épouse de William Hay, 3e comte d'Erroll (décédé en 1507)
- Alexander Gordon, 3e comte de Huntly (mort en 1524)

Il est dit qu'elle est également la mère de quatre autres de ses enfants, mais cela n'a été ni prouvé ni réfuté.
Lord Byron disait descendre d'Annabelle par sa mère Catherine, fille de George Gordon, 12e Lord de Gight. Byron a écrit: "Par elle [Annabelle], il [le 2e comte de Huntly] a laissé quatre fils: le troisième, Sir William Gordon, j'ai l'honneur de le compter comme l'un de mes ancêtres."